# Бибинской
Бибинской — ручей в Троицком административном округе Большой Москвы, левый приток реки Моча. Длина реки — 3,5 км.

## Название
В 1843 году князь Гагарин в своём географическом словаре называл ручей как «река Бабенка». На Гидрогеологической карте Московской губернии Соколова 1913 года ручей значится как Бисинской, похоже — это неточное прочтение ранее созданной карты Шуберта. У Здановского на Гидрографической карте Московской губернии 1926 года — Бибинской. Ю. А. Насимович приводит в своих трудах рассуждения о неправильных вариантах названия ручья, остановившись на, по его мнению, правильном — «Бабинской». Смолицкая, Галина Петровна в своих трудах по гидрографии, пишет: «руч. Бибинской — Зд.<ановский>, ист.<орически> Бабеновской». На генплане Вороновского поселения подписан просто как «ручей».

## Течение
Ручей начинается южнее территории СНТ Бабенки-1. Он является водосбором прилегающего к нему лесного массива и полей, примерно в 1—4 километрах вокруг него. Обладает узким лентовидным бассейном и сколь-нибудь значительных притоков не имеет. Перед деревней Бабенки ручей образует каскадами два небольших пруда, затем протекает под Калужским шоссе по трубе. Наконец, примерно через километр, возле деревни Бакланово ручей впадает в реку Моча.